# Óscar Casas
Pour les articles homonymes, voir Casas.
Óscar Casas Sierra (né le 21 septembre 1998 à Barcelone) est un acteur espagnol.
Il est le fils de Heidi Sierra et Ramón Casas. Il est aussi le frère cadet de Mario Casas. Il a récemment joué dans la série Jaguar sur Netflix dans le rôle de Castro. 

## Filmographie
- 2005: Abuela de verano, série dans laquelle il joue l'un des petits-fils d'Eva (interprétée par Rosa Maria Sardà)[1].
- 2017 : Si fueras tú
- 2019: Instinto
- 2020 : Siempre Bruja, saison 2
- 2021 : Jaguar
- 2021 : Xtremo